# جانيس لوغان
جانيس لوغان (بالإنجليزية: Janice Logan)‏ هي ممثلة أمريكية، ولدت في 30 مايو 1915 بشيكاغو في الولايات المتحدة، وتوفيت في 23 أكتوبر 1965 بغلينديل في الولايات المتحدة.

## وصلات خارجية
- جانيس لوغان على موقع IMDb (الإنجليزية)
- جانيس لوغان على موقع أول موفي (الإنجليزية)
- جانيس لوغان على موقع قاعدة بيانات الفيلم (الإنجليزية)
- جانيس لوغان على موقع كينوبويسك (الروسية)